# Bianca Castafioreplein
Bianca Castafioreplein is de officieuze benaming voor een pleintje tussen de Verversstraat en de kade van de Zwanenburgwal in Amsterdam-Centrum.
Hoewel de pleinnaam niet officieel is, is er wel een straatnaambordje is geplaatst. Dat bordje is echter rood, terwijl de officiële kleur van Amsterdamse straatnaamborden blauw is. Het plein is vernoemd naar de stripfiguur Bianca Castafiore uit de reeks De avonturen van Kuifje. De naam is bedacht door Thijs Janssen, een voormalig bewoner van de aangelegen Verversstraat. De open ruimte ontstond toen door stadsvernieuwing geen aaneensluitende nieuwbouw werd geplaatst tussen de genoemde straten. Het is als het ware loze ruimte. De westzijde van het Bianca Castafioreplein sluit aan op de Verversstraat, dat geheel uit voetgangersgebied bestaat; ze is daarvan gescheiden door een kniehoog muurtje. Vanaf de Zwanenburgwal is het plein alleen voor voetgangers te bereiken via een poort in de bebouwing rond huisnummer 152. 
Omdat de naam officieus is, kent het plein geen huisnummers. Blikvanger op het plein is een knalgele glijbaan (gegevens 2020) in de vorm van een vriendelijke draak, op wiens kop een vogel zit.

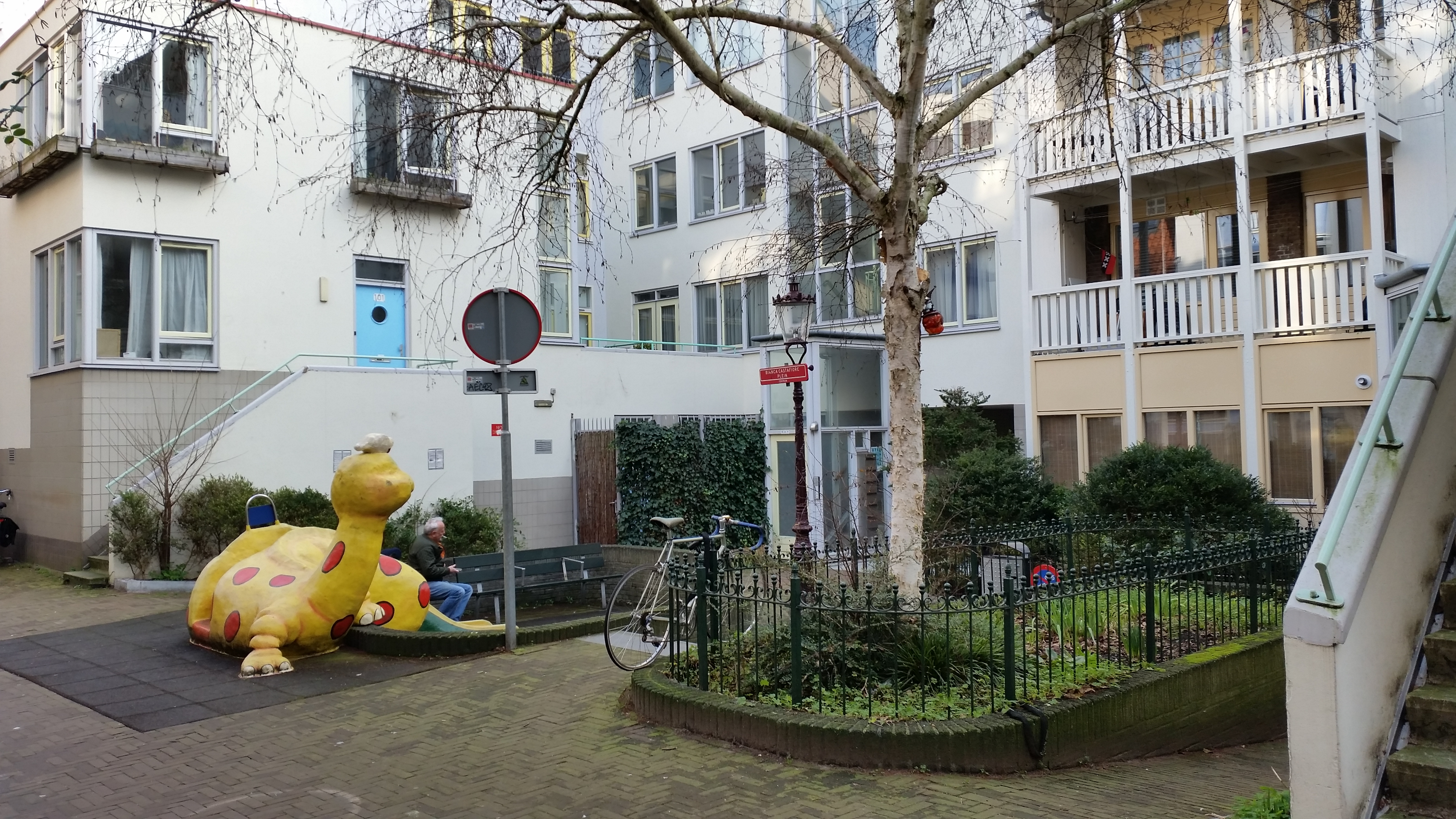
Overzicht plein (januari 2020)